# توري بورميدا
توري بورميدا هي بلدية (كوميون) في مقاطعة كونيو في منطقة بيدمونت الإيطالية، وتقع على بعد حوالي 70 كيلومتر (43 ميل) جنوب شرق تورينو وحوالي 50 كيلومتر (31 ميل) شمال شرق كونيو.
تقع توري بورميدا على حدود البلديات التالية: بيرغولو، بوسيا، كورتيميليا، كرافانتسانا، فيزوليو، ليفيتسا.